# Långban
Långban ist eine ehemalige Grubengemeinde und ein kleiner Ort (småort) in der Gemeinde Filipstad in der Provinz Värmlands län in Schweden.
Der Ort liegt etwa 20 Kilometer nordöstlich von Filipstad zwischen den Seen Långban (östlich) und Hyttsjön (westlich). Der Riksväg 26 und die Inlandsbahn durchqueren den Ort.
Im heute noch existierenden Verwaltergebäude (Disponentgården), wurde der berühmte Ingenieur und Erfinder John Ericsson sowie sein Bruder, der Ingenieur Nils Ericson geboren. Heute sind die noch erhaltenen Grubengebäude ein Museum.

## Grubengeschichte
Der Bergbau begann vermutlich schon im Mittelalter, aber erst 1711 kam der Abbau ernsthaft in Gang. Schon in der Mitte des 16. Jahrhunderts wurde die Eisenhütte Långbanshyttan in Långban gebaut, welche zunächst nur für Erz von Persberg genutzt wurde. Die Hütte wurde 1933 geschlossen, zwischen 1980 und 1983 mit staatlicher Unterstützung renoviert und ist heute ein Baudenkmal.
Zunächst förderte man Eisenerz in Långban, während der zweiten Hälfte des 19. Jahrhunderts begann man auch Manganerz und Dolomit abzubauen. Ab der Mitte der 1950er bis zur Schließung der Grube 1972 wurde nur Dolomit gefördert.

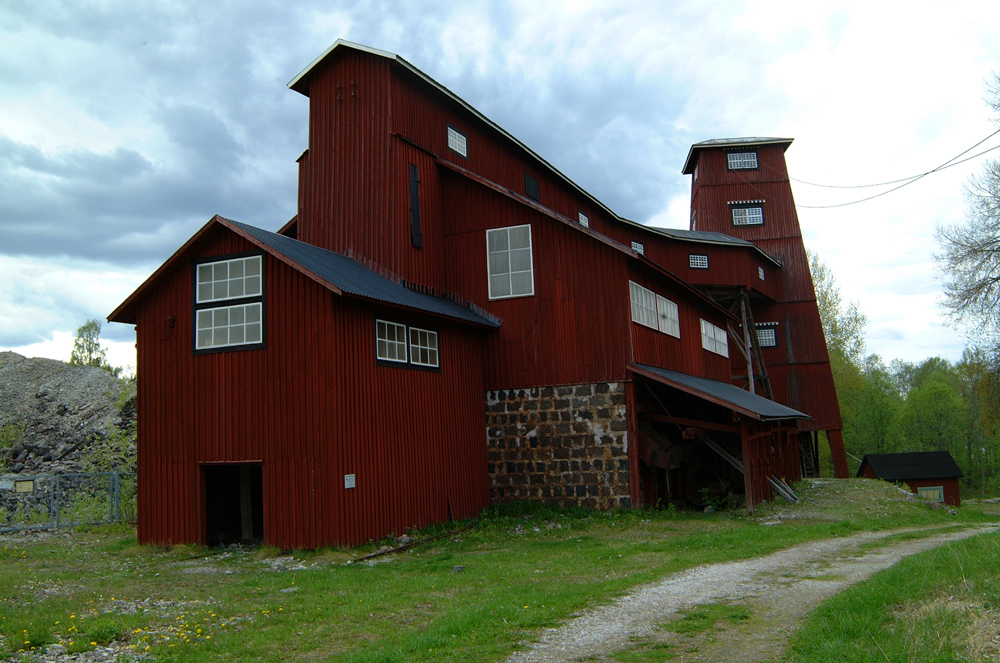
Aufbereitungsanlage und neuer Schacht der Erzgrube
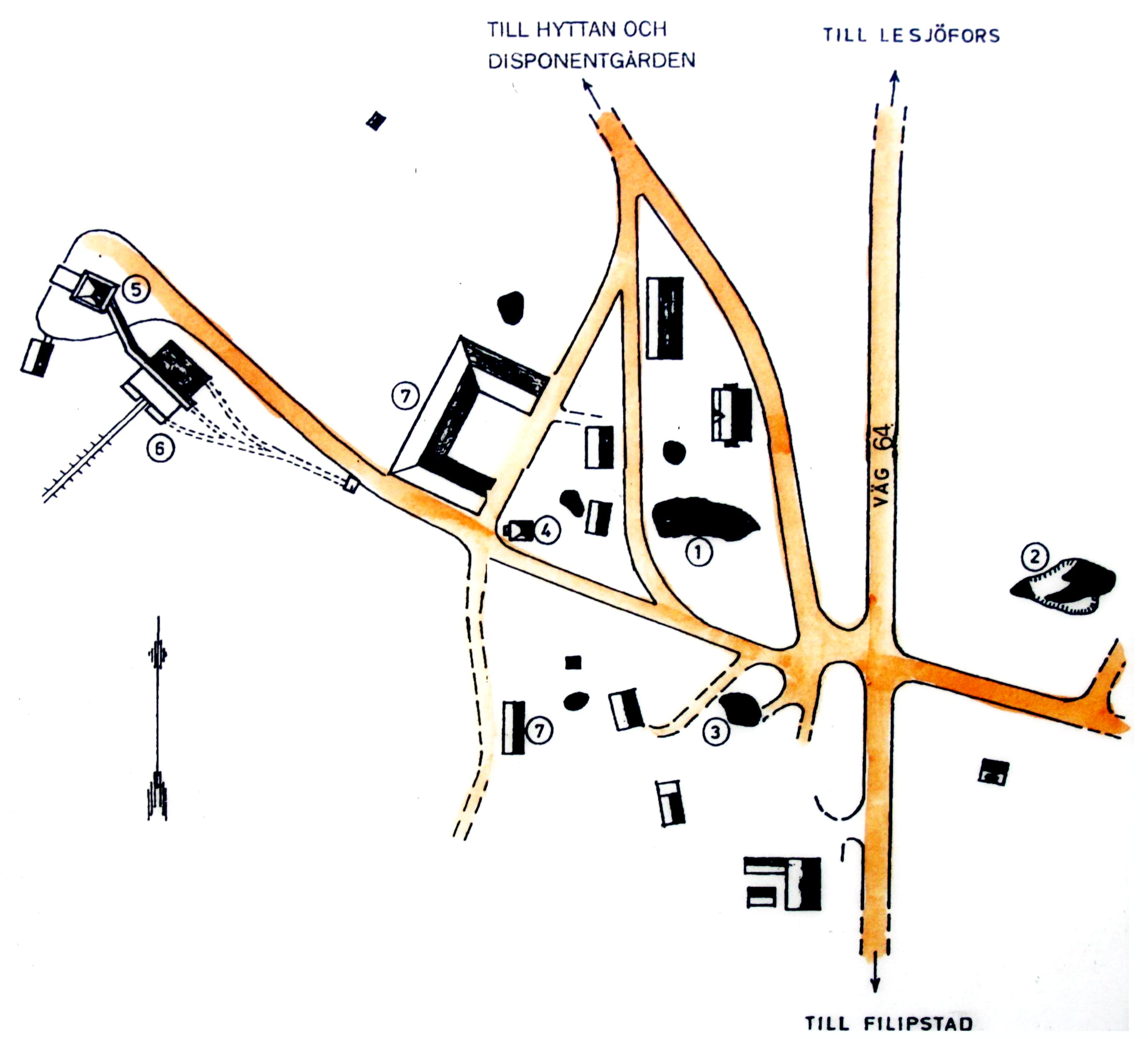
Karte des Grubengeländes
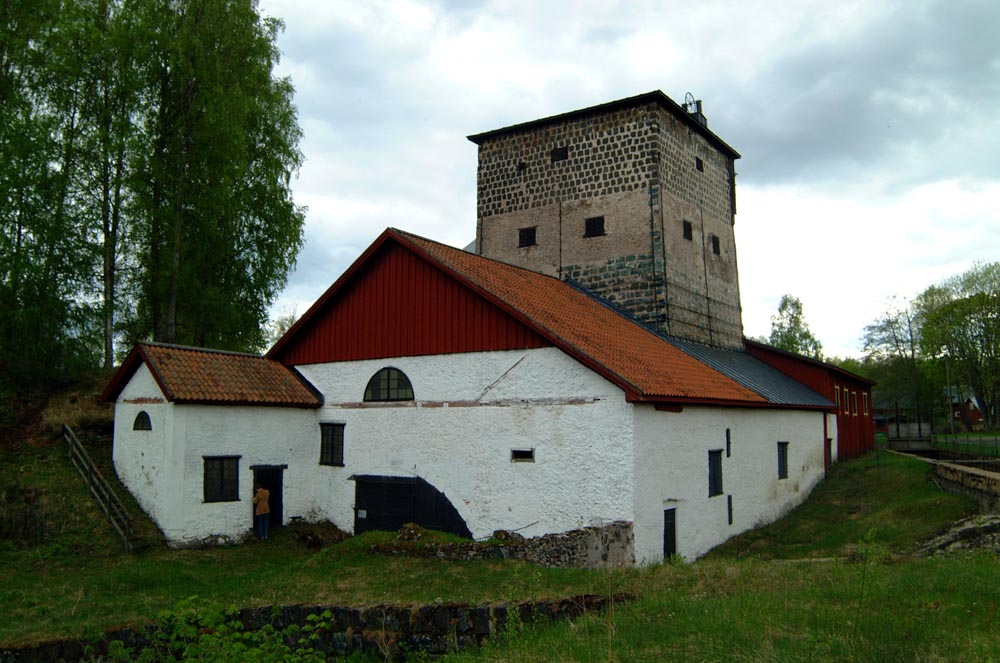
Hochofen
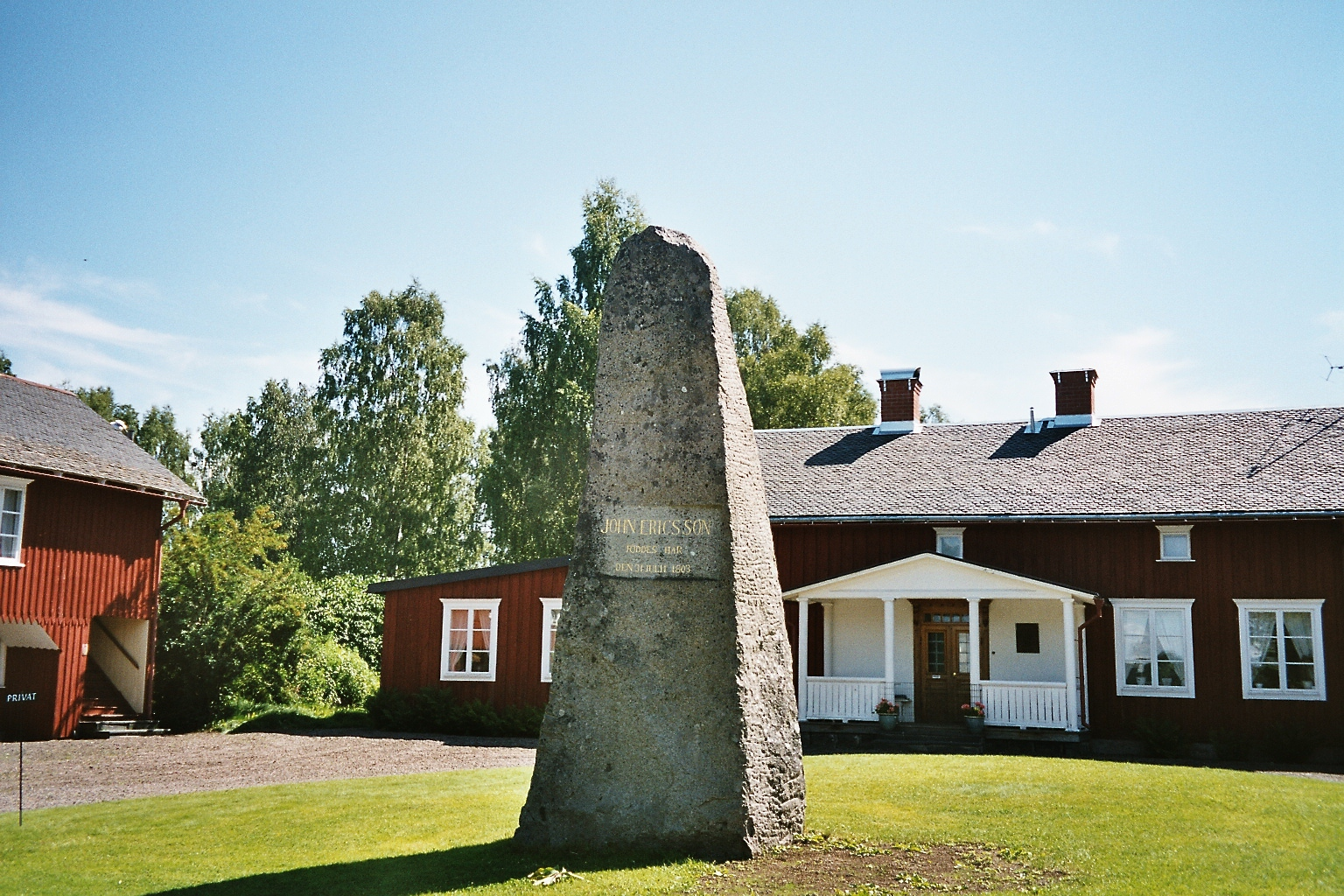
Geburtshaus von John Ericsson mit Gedenkstein

## Geologie

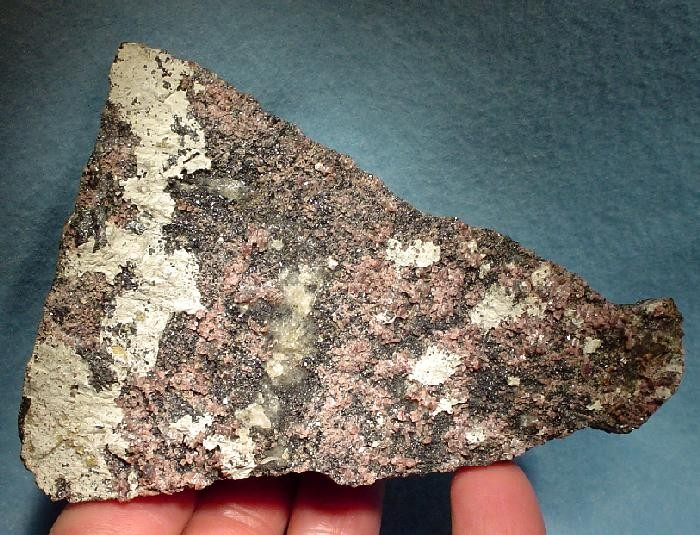
Långbanit

Långban liegt im Gebiet des sogenannten Bergslagen, des mittelschwedischen Bergbaugebiets. Die hier zu Tage tretenden Gesteine, metamorphe Kalke (Marmor) mit eingelagerten und stets getrennten Eisen- und Manganerzen, Skarne, metamorphe Vulkanite, Granite und Diorite, haben sich vor bis zu 1,9 Milliarden Jahren, zumeist jedoch vor 1,86 bis 1,8 Milliarden Jahren während der Svekofennischen Orogenese im Paläoproterozoikum gebildet.
Die Lagerstättenbildung begann vor 1,9 Milliarden Jahren mit einer Kette vulkanischer Inseln und der dort erfolgten Ablagerung dioritischer bis rhyolithischer Pyroklastite. Hydrothermale Lösungen lösten darin enthaltene Metalle, vor allem Eisen und Mangan, aber auch Wolfram, Barium, Blei, Arsen, Antimon, Kupfer und andere, heraus. Beim Austritt dieser Lösungen ins Meer und der Mischung mit Meerwasser änderten sich pH- und eH-Wert der Lösung. Dies führte zu aufeinander folgender, räumlich nahezu vollständig getrennter Ausfällung von Eisenoxiden einerseits (Hämatit, Quarz, Magnetit) und Manganoxiden andererseits (Hausmannit, Calcit, Tephroit oder Braunit, Celsian, Phlogopit), eingelagert in marine Kalke. Alle Erzanreicherungen von Långban gehen auf diese vulkanisch exhalativen Prozesse zurück. Im weiteren Verlauf führte die Intrusion von dioritischen bis granitischen Magmen zu grünschiefer- bis amphibolithfazieller Metamorphose der Vulkanite und marinen Sedimente. Hierbei bildeten sich die Skarne, die die Fe- und Mn-Erzkörper umgeben.
Während eines späten tektonischen Ereignisses vor etwa einer Milliarde Jahren wurden die Gesteine von feinen Brüchen und Spalten durchzogen, in die niedrig temperierte, salzreiche Lösungen eindrangen. Bei Temperaturen von 180 °C bis zuletzt unter 70 °C und niedrigen Druck schieden sich aus diesen Lösungen eine Vielzahl von Ba-, Pb-, Cu-, Mn-, As- und Sb-haltigen Mineralen ab, die den außergewöhnlichen Mineralreichtum von Långban begründen. Quelle der Metalle sind die Fe- und Mn-reichen Erzkörper und die mineralreichen Gänge sind auf deren direkte Umgebung beschränkt.
Die Gruben von Långban sind mit insgesamt rund 320 dokumentierten Funden (Stand 2025) verschiedener Minerale und ihrer Varietäten einer der vielseitigsten Fundorte der Erde. Långban ist Typlokalität für 80 Minerale und damit der Ort mit den meisten Typlokalitätfunden weltweit (Stand 2025). Darunter ist auch das 1877 vom schwedischen Mineralogen Gustaf Flink nach dem Ort benannte Inselsilikat Långbanit. Nur die Fumarolen des Tolbatschik-Vulkanfeldes mit insgesamt fast 30 Einzelfundstellen bringen es mit 152 Erstbeschreibungen auf mehr Typlokalitätfunde (Stand 2025).
Weitere Typlokalitätminerale sind Adelit, Akrochordit, Aminoffit, Arakiit, Armangit, Arsenoklasit, Barylith, Bergslagit, Berzeliit, Blixit, Britvinit, Bromellit, Dixenit, Ekdemit, Ericssonit, Erssonit, Eveit, Filipstadit, Finnemanit, Fredrikssonit, Freedit, Friisit, Gabrielsonit, Ganomalith, Gatedalit, Gonyerit, Hedyphan, Hiärneit, Hjalmarit, Hyalotekit, Hydrocerussit, Hydroxylhedyphan, Hyttsjöit, Igelströmit, Ingersonit, Jagoit, Joesmithit, Julgoldit-(Fe2+), Julgoldit-(Fe3+), Karyinit, Kentrolith, Långbanshyttanit, Langhofit, Magnetoplumbit, Magnussonit, Manganarsit, Manganberzeliit, Mangani-Pargasit, Manganohörnesit, Manganoschafarzikit, Manganosit, Melanotekit, Molybdophyllit, Orthopinakiolith, Parwelit, Paulmooreit, Perit, Philolithit, Pinakiolith, Pyroaurit (Pyroaurit-2H, Pyroaurit-3R), Pyrobelonit, Quenselit, Richterit, Rouseit, Sahlinit, Skogbyit, Stenhuggarit, Sundiusit, Sverigeit, Swedenborgit, Takéuchiit, Tilasit, Trigonit, Turneaureit, Vargit, Welinit, Welshit, Wermlandit, Wickmanit, Wiklundit und Zenzénit.
In der näheren Umgebung von Långban in der Gemeinde Filipstad liegen weitere Eisen-Mangan-Lagerstätten des gleichen Typs. Die Jakobsberg Grube bei Nordmark ist die Typlokalität der Minerale Celsian, Ferri-Taramit, Hematophanit, Jakobsit, Lindqvistit, Morelandit, Plumboferrit, Svabit, Tegengrenit und Zoisit-(Pb) (Stand 2024).
Das Nordmark Odal Feld ist die Typlokalität der 14 weiteren Minerale Adelit, Allactit, Berryit, Blatterit, Brattforsit, Folvikit, Galenobismutit, Hämatolith, Katoptrit, Manganhumit, Manganostibit, Pyrosmalit-(Fe), Retzian-(Ce) und Synadelphit (Stand 2024).